# Emoia slevini
Emoia slevini — вид сцинкоподібних ящірок родини сцинкових (Scincidae). Мешкає на Маріанських островах. Вид названий на честь американського герпетолога Джозефа Річарда Слевіна.

## Поширення і екологія
Emoia slevini спостерігалися на островах Кокос, Рота, Тініан, Сайпан, Паган, Гугуан, Аламаган, Асунсьйон, Саріган і Мауг, однак на Гуамі, Тініані, Сайпані, Роті і Пагані цей вид вимер. Вони живуть в лісовій підстилці вологих тропічних лісів та в садах. Зустрічаються на висоті до 400 м над рівнем моря. Відкладають яйця.

## Збереження
МСОП класифікує цей вид як такий, що перебуває на межі зникнення. Emoia slevini загрожує знищення природного середовища, конкуренція з інтродукованими сцинками, зокрема з Carlia fusca, та хижацтво з боку щурів, варанів і бурих бойг, що стали причиною їх вимирання на деяких островах.